# 范学伟
范学伟（1971年4月29日—），生于中华人民共和国山东省青岛市，已退役足球运动员，场上司职后卫，曾效力于青岛海牛和山东鲁能泰山等球队。现为青少年足球教练。

## 职业生涯

### 俱乐部
- 自1993年效力于青岛海牛，并从1996年开始担任球队队长。
- 2000年转会到山东鲁能泰山，曾在比赛中担任场上队长。
- 2005年开始很少时间获得出场机会。
- 2005年12月，获得中国足协C级教练员证书。
- 2006年8月，获得中国足协B级教练员证书。
- 2006年11月，获得中国足协A级教练员证书，成为中国职业球员惟一退役前就获得A级教练证书的队员。12月29日正式宣布退役。

## 执教球队
- 2007年开始进入鲁能足校，负责1994年龄段球员的培养。